# История почты и почтовых марок Закарпатской Украины
История почты и почтовых марок Закарпатской Украины прослеживается с середины XIX века и включает период непродолжительной независимости в середине XX века, после которого почта Закарпатской области стала частью почтовой системы СССР, а с 1991 года — современной Украины.

## Ранний период
До окончания Первой мировой войны Карпатская Украина находилась под властью Венгрии. В этот период на её территории обращались сначала австрийские (с середины 1850 года), а затем австро-венгерские (с 1867) и венгерские почтовые марки (с мая 1871 года).
В ноябре 1918 года Закарпатская Украина вошла в состав Чехословацкой республики. С 1919 года и до середины 1939 года на её территории функционировала чехословацкая почта. Ликвидация Чехословакии в марте 1939 года привела к возникновению самостоятельного государства Закарпатской (Карпатской) Украины, просуществовавшего всего двое суток, а затем присоединённого к Венгрии.

## Независимая Карпатская Украина
15 марта 1939 года, в день провозглашения независимости и открытия Сейма Карпатской Украины, в Хусте ходила почтовая марка с надписью на украинском языке «Карпатська Україна» («Карпатская Украина»), выпущенная чехословацкой почтой. Рисунок марки — изображение церкви в Ясине — повторял чехословацкую марку достоинством 60 геллеров (Yt #245), выпущенную в 1928 году к юбилею независимости страны, но с изменённым номиналом (3 чехословацкие кроны), цветом и надписями.

## Вторая мировая война

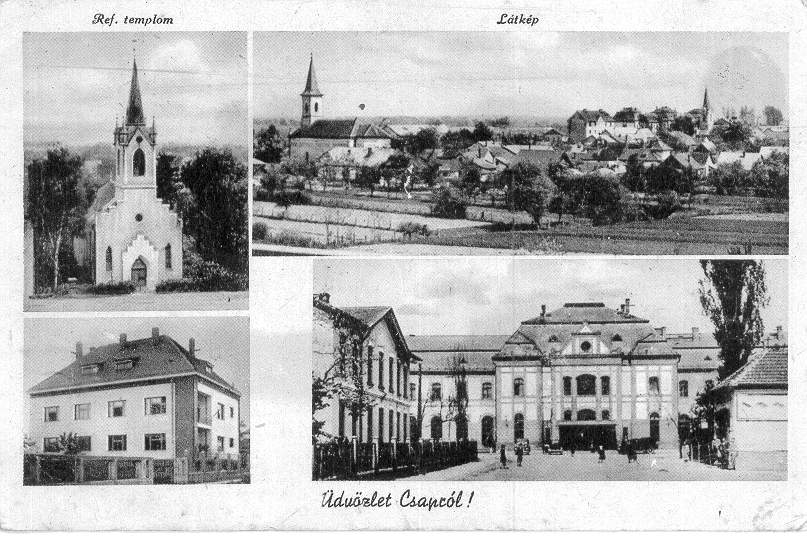
Венгерская открытка с видами закарпатского Чопа (между 1930 и 1940 годами)

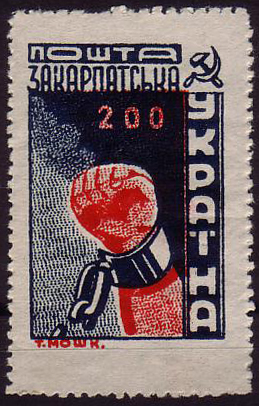
Почтовая марка Закарпатской Украины (1945)(Mi #80)

В период оккупации на территории Закарпатской Украины, до её освобождения осенью 1944 года, курсировали венгерские почтовые марки. В декабре 1944 года по указанию Делегатуры правительства Чехословакии, имевшей резиденцию в городе Хуст, на марках Венгрии была сделана надпечатка ручным штемпелем чёрной краской аббревиатуры «ČSP» («Чехословацкая почта») и цифры года «1944». Марки этого выпуска имели хождение на территории всей Закарпатской Украины, восточнее города Севлюш на протяжении нескольких месяцев. Подобная надпечатка на венгерских марках была произведена в конце 1944 года в Мукачево, однако это был неофициальный выпуск и происхождение его не ясно. Надпечатки Закарпатской Украины относительно редки, поэтому они многократно подделывались в ущерб коллекционерам.
10 февраля и 20 марта 1945 года администрация региона, представленная Народной Радой Закарпатской Украины, сделала типографскую надпечатку чёрной или красной краской в три строки на украинском языке «Пошта / Закарпатська / Україна» и номинала на почтовых, доплатных и фискальных марках Венгрии. Первый выпуск был выполнен в государственной типографии, второй — в частной типографии Фельдеши (обе в Ужгороде). Номинал марок без указания валюты. Это было обусловлено одновременным хождением на территории Закарпатской Украины после её освобождения чехословацких и венгерских денежных знаков.
1 мая 1945 года Народная Рада Закарпатской Украины выпустила собственные почтовые марки с изображением солдата, разорванной цепи и руки, сжатой в кулак и рвущей оковы. В июне и августе 1945 года вышли ещё две серии марок Закарпатской Украины с изображением пятиконечной звезды с серпом и молотом. На всех этих почтовых марках номиналы указаны без названия валюты. Печатались они в частной типографии Лама в Ужгороде.
| Последние марки Закарпатской Украины (июнь-август 1945) |
| ------------------------------------------------------- |
|                                                         |

15 ноября 1945 года, согласно договору между СССР и Чехословакией, Закарпатская Украина вошла в состав Украинской ССР и на её территории начала действовать общесоюзная почта. После провозглашения Украиной независимости в 1991 году в Закарпатской области функционирует «Укрпочта».

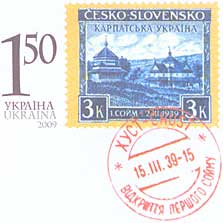
Оригинальная марка на художественном конверте Украины (2009) с изображением марки Карпатской Украины 1939 года

## Память
В 2009 году, в связи с 70-летием провозглашения Карпатской Украины, украинским почтовым ведомством был подготовлен художественный конверт с оригинальной маркой (дизайн Натальи Михайличенко). На почтовой миниатюре, погашенной специальным штемпелем, изображена марка Карпатской Украины 1939 года. Штемпель красного цвета имеет надпись в честь открытия первого Сейма 15 марта 1939 года. Рисунок на конверте представляет собой портрет президента Карпатской Украины Августина Волошина.